# Sven Hagolani
Sven Andreas Hagolani (* 19. Juni 1969 in Neustadt an der Weinstraße) ist ein deutscher Fotograf und bildender Künstler.

## Leben
Hagolani besuchte das Kopernikus-Gymnasium Bargteheide. Nach seinem Abitur im Jahr 1990 assistierte Hagolani dem Hamburger Magazin- und Werbefotografen Kay-Uwe Degenhardt. 1991 zog er nach Berlin.
Während seiner Fotografenausbildung am Lette-Verein lernte er das Bildbearbeitungs-Programm Adobe Photoshop kennen. Als erster Schüler gab er 1992 eine digitale Fotocollage als Prüfungsarbeit ab. Die Arbeit wurde im gleichen Jahr in der Foto-Fachzeitschrift ProfiFoto veröffentlicht.

1993 war Hagolani Mitbegründer des Fotografenkollektivs Z21. Er veröffentlichte zahlreiche surrealistische Fotostrecken in Magazinen wie Frontpage, Lodown Magazine, Style and the Family Tunes und Das Magazin. Für Uhrenfirmen konzipierte, fotografierte und layoutete er doppelseitig Anzeigen im (030) Magazin.
Als Portraitfotograf setzt er Autoren, wie Marc-Uwe Kling, Jonathan Franzen, Jeffrey Eugenides, Musikern und Bands wie Campino, Moby, Marusha, Westbam, ricoloop, Bodo Wartke, Michael Krebs, Funny van Dannen und Ohrbooten, Choreographen wie Jess Curtis, Claire Cunningham, Howard Katz und Imaan Hadchiti, sowie Persönlichkeiten aus Politik, Wirtschaft und Kultur wie Philipp Rösler, Thomas de Maizière, Roland Berger, Rüdiger Grube, und Claus Peymann fotografisch in Szene.
Seine Fotografien, digitalen Kollagen, Videos und Texte spielen mit der Grenze zwischen Wahrnehmung der Außenwelt und Imagination. 1996 fotografierte er die Spiegelung einer Person in ihrer eigenen Pupille. Einige seiner Arbeiten entstanden und entstehen über Jahrzehnte.
Hagolani heiratete 1999 im Heian-jingū in Kioto seine japanische Ehefrau. Er lebt und arbeitet in Berlin.

## Ausstellungen (Auszug)
- 1996: Irrealitäten Realitaten, Gallery Kunstmetzgerei, Berlin (Einzelausstellung)
- 1996 Projections of the Future; Chromapark, E-Werk, Berlin
- 1997 Lara Goes Art, Ausstellung über Lara Croft, der Protagonistin des Computerspiels Tomb Raider, Hamburg, Paris, Berlin
- 1998 Fotospectiven; TV-Gallery in Moskau und in der Galerie des Neuer Marstall Berlin
- 1999: Around Eclypse, Gallery Eisdieler, Berlin (Einzelausstellung)
- 2001: Short Cuts, John Bull Gallery, Tokyo (Einzelausstellung)
- 2002: Hanayo on Stage, Palais de Tokyo, Paris
- 2024: Koan – Game of life, Max-Planck-Institut für Bildungsforschung, Berlin

## Veröffentlichungen in Büchern (Auszug)
- Localizer 1.0: The Techno House Book / Gestalten Verlag, ISBN 978-3931126001
- Surreality. Localizer 1.2 / Gestalten Verlag, ISBN 978-3931126032
- Electronic Vibration. Pop Kultur Theorie (Electronic Vibration. Pop Culture Theory), VS: Wiesbaden 2004 (Hardcover: Rogner & Bernhard: Hamburg 1999), ISBN 978-3810041029
- Bridge Markland portraits / Konkursbuchverlag, ISBN 978-3-88769-162-2
- Berlin Stories / Konkursbuchverlag, ISBN 3-88769-238-1

## Monografien
- 30 Jahre Berliner Mitte (2019), ISBN 978-3-00-063799-5
- Ohrbooten und Tschüss (2017), Selbstverlag

## Plattencover (Auszug)
- Marusha – Wir (1995)
- Ohrbooten – Babylon bei Boot  (2007)
- Ohrbooten – Gyp Hop (2009)
- Smith & Smart – Beides (2009)
- Funny van Dannen – Meine vielleicht besten Lieder… (Best-of) (2010)
- Smith & Smart – Blutsbrüder (2011)
- Ohrbooten – Alles für alle bis alles alle ist (2013)
- Arbeitsgruppe Zukunft – Viel Schönes Dabei – Live (2015)
- Ohrbooten – Tanz mal drüber nach (2015)
- Michael Krebs – An mir liegt's nicht (2016)
- Arbeitsgruppe Zukunft – Das nächste große Ding (2019)
- Bodo Wartke – Wandelmut (2020)